# Герб Старовижівського району
Герб Старови́жівського райо́ну — офіційний символ Старовижівського району Волинської області, затверджений 6 червня 2003 року сесією Старовижівської міської ради.

## Опис герба
Герб Старовижівщини має форму чотирикутника з півколом в основі. У золотому полі — чорний тетерук, над ним дві сині геральдичні квітки (льон). Основний елемент — тетерев — виступає як знак району. Квітка льону трактується як символ Поліського регіону. Золоті барви є відповідником щедрості і багатства. 
Герб можна вписувати у золотий декоративний бароковий картуш.